# Rathwa

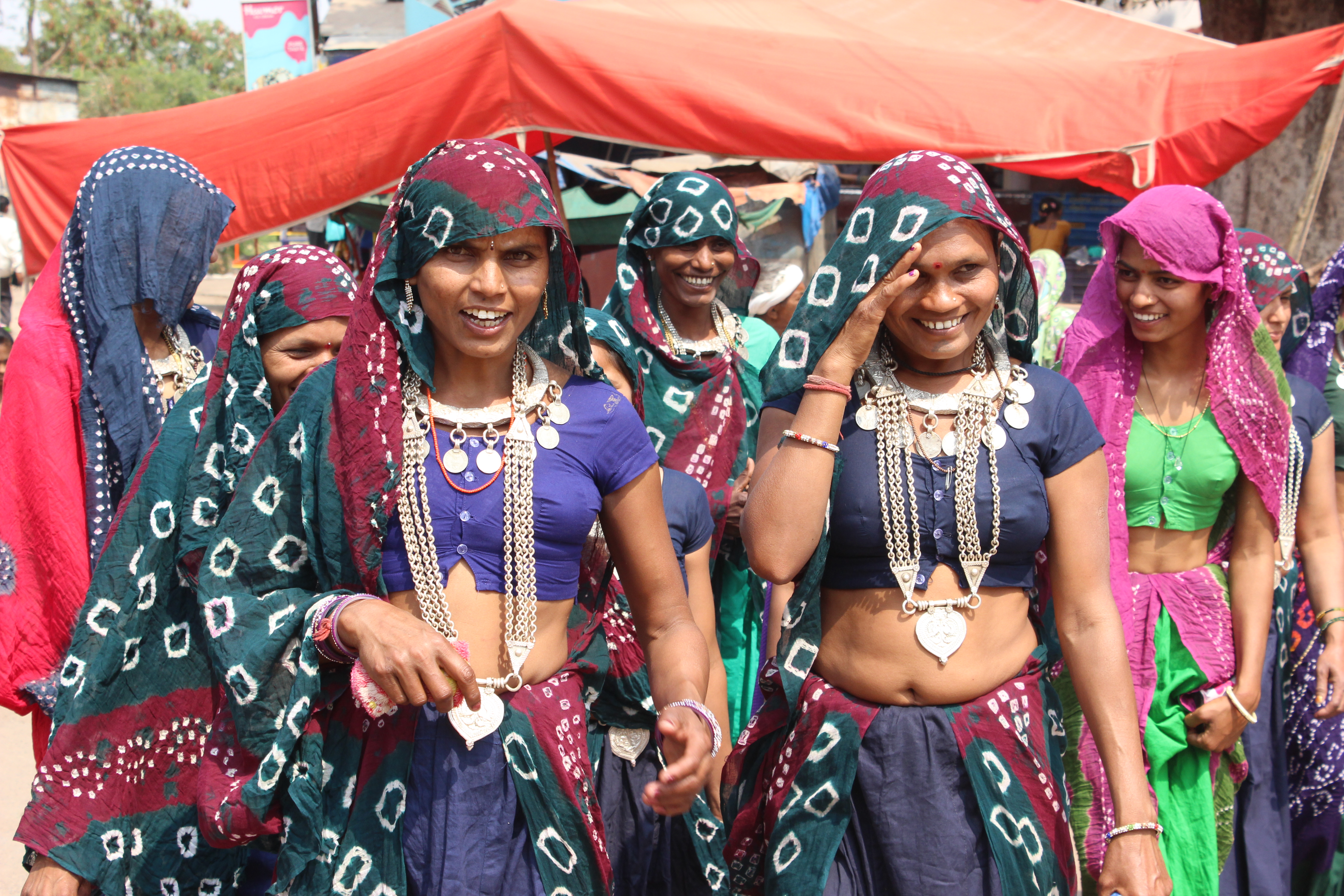
Femmes Rathwa à la foire de Kavant en 2018, Gujarat, Inde.

La tribu Rathwa ou Rathawa est une tribu de langue Indo-Aryenne.

## Description
La tribu Rathwa ou Rathawa est une tribu de langue Indo-Aryenne avec 550 000 habitants, situés surtout dans le Gujarat. Les Rathwa vénèrent le dieu Pithora et ont les mêmes origines et traditions que les Bhil, les Nayak (ou Naikda : 3 345 000 habitants dans le Gujarat; 5e tribu en Inde) et les Dhanak (ou Dhanuk).

## Arts
Leur tradition picturale est ancestrale, elle existe depuis des milliers d'années. Les Rathwa peignent les murs et les plafonds de leur maisons d’images qui racontent leurs légendes, leurs traditions, leurs dieux protecteurs, la nature.

### La peinture Pithora[1],[2],[3]
Les peintures Pithora peints par des artistes des tribus Rathwa et Bhil (Bhilala) sur les deux côtés de la frontière entre Gujarat et Madhya Pradesh, sont des performances rituelles réalisées à la demande d’une famille quand un vœu a été exaucé (mariage, naissance, prospérité…).
Ce sont des rituels avant d’être des œuvres d’art, et sont exécutés par le Maitre (le baba) souvent assisté d’un prêtre. Les peintures sacrées recouvrent trois murs de la pièce et correspondent à des rituels holistique. Cette peinture sacrée issue de la tradition Pithora a été découverte et valorisée par Swaminathan dans le cadre du travail du Musée d’art contemporain Bharat Bhavan à Bhopal.
L’essence du rituel Pithora réside dans la proximité avec la terre. Les thèmes en témoignent, les matériaux également : pigments, lait et liqueur de fleurs de Mahua (l’arbre sacré), couches de boue, de bouses et de chaux préparées par une jeune fille. Les fresques Pithoras, pratiquées exclusivement par les hommes, représentent le soleil et la lune, les animaux et les insectes, le mythe de la création et les dieux. Tout ce qui touche à la vie des tribus Rathwa, Bhilala, Nayak et Dhanak.
Les fresques illustre surtout des chevaux, toujours des chevaux, et encore des chevaux, sur les trois murs d’une pièce dans la maison. Les chevaux dans une procession de mariage de leurs dieux Babo Pithora et Pithori Devi. Souvent il y a cinq chevaux dans une peinture Pithora qui représentent les cinq dieux : Ganesha, Babo Pithora, Pithora Devi, Indra (le dieu des dieux) et Hudol (qui représente l’esprit féminine). 